# 2023年半月灣槍擊案
2023年半月灣槍擊案（英語：2023 Half Moon Bay shootings），是指2023年1月23日，發生在美國加州聖馬刁縣半月灣市的槍擊事件。一名槍手分別在山菇農場（Mountain Mushroom Farm）與康柯德農場（Concord Farm）開槍，造成7人死亡，3人重傷。67歲疑犯其後被發現躲藏在警署停車場的車內。疑犯在其中一個農場工作，受害者均為同事。
本案發生在加利福尼亞州蒙特利公園發生大規模槍擊事件後僅兩天。

## 事發
2023年1月23日下午2點22分，救援人員接到通知在山菇農場（Mountain Mushroom Farm）發生槍擊事件。到達現場後，發現4名死者身上均有槍傷。1名幸存的受害者傷勢嚴重，被送往史丹佛大學醫療中心。當救援人員到達時，槍手開車逃到不到2 mi（3.2 km）外的康柯德農場（Concord Farm），再射殺3名受害者。這兩起槍擊案發生地點靠近92號州道附近，剛好位於半月灣市轄區界線。
下午4點40分左右，警方在半月灣市警局停車場發現疑犯，當時他身處在自己的車內。根據《ABC7 News》媒體取到逮捕當時的畫面，可見到3名持槍的警察將疑似是槍手的男子制伏與上銬，據報在他的車內發現武器。郡警局官員稱開槍兇嫌已被拘留，在拘留過程中，疑犯沒有反抗。警方在他的車內發現一把手槍，警方表示，這把手槍是疑犯合法購得，合法持有。據《NBC Bay Area》報導，疑犯是在聖馬刁郡警局的半月灣市分局向當局投案。疑犯在其中一座農場工作，所有受害者都是他的同事。當地居民表示山菇農場是種植大麻的農場。
7名死者中有5男2女，仍在住院治療中的重傷患者為男性，接受緊急手術之後，24日狀況穩定。警方表示，受害者有華裔農場工人、西班牙裔、中國公民以及一些移工。中國駐舊金山總領事館表示，造成7死1重傷的槍擊案，其中有5名死者是中國公民。

## 嫌犯
兇嫌為67歲的華裔農工，姓名為趙春利（音譯自Zhao Chunli），地方檢察官指其來自中國沈阳。趙春利以前曾跟在槍擊案中喪生的受害農場員工同住。警方表示，趙春利在山菇農場（Mountain Mushroom Farm）的拖車裡至少住了三年，是山菇農場雇用的員工。趙春利曾工作過的餐館附近的一家中資銀行主管表示，趙春利和他的妻子在至少過去五年內，每個月來一次匯款至中國。
凶嫌有暴力倾向。根據法院紀錄，趙春利在2013年持刀揚言對一名同事割喉，在另一起事件中則企圖以枕頭悶死他。法院紀錄顯示，受害者王敬玖（音譯自 Jingjiu Wang）是跟趙春利在餐廳服務的同事，向法院針對趙春利申請臨時禁止令（temporary restraining order）獲准，如今禁止令已失效。山菇農場（Mountain Mushroom Farm）於2022年已頂讓給加州大地花園（California Terra Garden）。加州大地花園發言人戴維·奧茨（David Oates）表示，不清楚先前趙春利在農場工作多久，農場經營權轉讓之後，包括趙春利在內僅有35名員工留任。
趙春利目前押於聖馬刁郡的馬圭爾懲戒所（Maguire Correctional Facility）。由於趙春利在暴力重罪犯行當中開槍，將被法院從重量刑。聖馬刁郡地方檢察官韋格史塔夫（Steve Wagstaffe）25日起訴趙春利，正式指控他7項谋杀罪，1項谋杀未遂罪，使用槍械犯罪，以及謀殺多人加重罪。趙春利否認所有指控。

## 反應
白宮發言人卡琳·珍-皮埃爾表示，總統拜登已指示聯邦執法部門在調查期間向地方當局提供協助。中国驻旧金山总领事馆於24日应询表示，中国驻旧金山总领馆对此次严重枪击事件深感震惊和痛惜；经多方了解，此次遇害人员中包括中国公民。